# Prêmio Saturno
Prêmio Saturno (no original em inglês Saturn Awards) é uma premiação organizada pela Academia de Filmes de Ficção Científica, Fantasia e Horror dos Estados Unidos e concedida aos mais destacados filmes, produções televisivas e profissionais nos gêneros de ficção científica, horror e fantasia.
O prêmio foi criado por Donald A. Reed, que acreditava que os filmes do gênero não recebiam o prestígio e apreciação quanto os gêneros já consagrados do cinema estadunidense. Tendo um estrutura interna baseada nos Prêmios da Academia (Oscar), os membros da Academia de Filmes de Ficção Científica, Fantasia e Horror elegem, em votação, os melhores em cada categoria. A primeira cerimônia ocorreu em 1973, premiando as produções do ano anterior.

## Categorias

### Cinema
- Melhor Filme de Ficção Científica (desde 1972)
- Melhor Filme de Terror (desde 1972)
- Melhor Filme de Fantasia (desde 1973)
- Melhor Filme Animado (1972, 1982, desde 2002)
- Melhor Filme Internacional (1979–1982, desde 2006)
- Melhor Filme de Ação ou Aventura (desde 1994)
- Melhor Filme Independente (desde 2012)
- Melhor Filme de Suspense (desde 2013)
- Melhor Filme Adaptado de Quadrinhos (desde 2013)
- Melhor Diretor (desde 1974)
- Melhor Roteiro (desde 1973)
- Melhor Ator (desde 1974)
- Melhor Atriz (desde 1974)
- Melhor Ator Coadjuvante (desde 1974)
- Melhor Atriz Coadjuvante (desde 1974)
- Melhor Performance de um Jovem Ator (desde 1984)
- Melhor Música (desde 1973)
- Melhor Edição (1977–1978, desde 2011)
- Melhor Design de Produção (desde 2009)
- Melhor Figurino (desde 1976)
- Melhor Maquiagem (desde 1973)
- Melhor Efeitos Especiais (desde 1973)

### Televisão (incompleto)
- Melhor Ator em Televisão (desde 1996)
- Melhor Atriz em Televisão (desde 1996)

### Prêmios Especiais
- Prêmio Memorial George Pal
- The Life Career Award
- The President's Memorial Award